# Schwarzenfeld
Schwarzenfeld é um município da Alemanha, situado no distrito de Schwandorf, no estado da Baviera. Tem 38,27 km² de área, e sua população em 2019 foi estimada em 6.316 habitantes.